# Rudziszki (Polska)
Rudziszki (niem. Raudischken, Raudyszki) – wieś w Polsce położona w województwie warmińsko-mazurskim, w powiecie węgorzewskim, w gminie Węgorzewo.
Przysiółkiem wsi Rudziszki jest Ruskie Pole.
W latach 1975–1998 miejscowość administracyjnie należała do województwa suwalskiego.
Do 1945 wieś znajdowała się na terenie powiatu gierdawskiego.
W Rudziszkach znajduje się planowane przejście graniczne z obwodem królewieckim do Kryłowa.

## Historia
W odległości około jednego kilometra od wsi znajduje się grodzisko pruskie.
W XVI we wsi osiedlili się pierwsi chłopi. W XVIII w. była tu wieś chłopska i folwark szlachecki. W XIX właścicielami majątku ziemskiego w Rudziszkach była rodzina Hassfordów, a w XX w. do 1945 von Below. Majątek ziemski posiadał powierzchnię 765 ha.
Podczas akcji germanizacyjnej nazw miejscowych i fizjograficznych historyczna nazwa niemiecka Raudischken została w 1938 r. zastąpiona przez administrację nazistowską sztuczną formą Raudingen.
W roku 1935 w Rudziszkach była dwuklasowa szkoła z dwoma nauczycielami i 83 uczniami. Po II wojnie światowej szkołę podstawową w Rudziszkach uruchomiono w 1947 roku. W roku szkolnym 1966/67 była to szkoła ośmioklasowa.
Do sołectwa Rudziszki należą wsie: Rudziszki, Łęgwarowo, Pasternak i Zielony Ostrów.

## Rezydencja
W Rudziszkach znajduje się zespół pałacowo-parkowy z pałacem z XVII w., przebudowanym w XIX w. oraz parkiem w stylu angielskim.

### Pałac

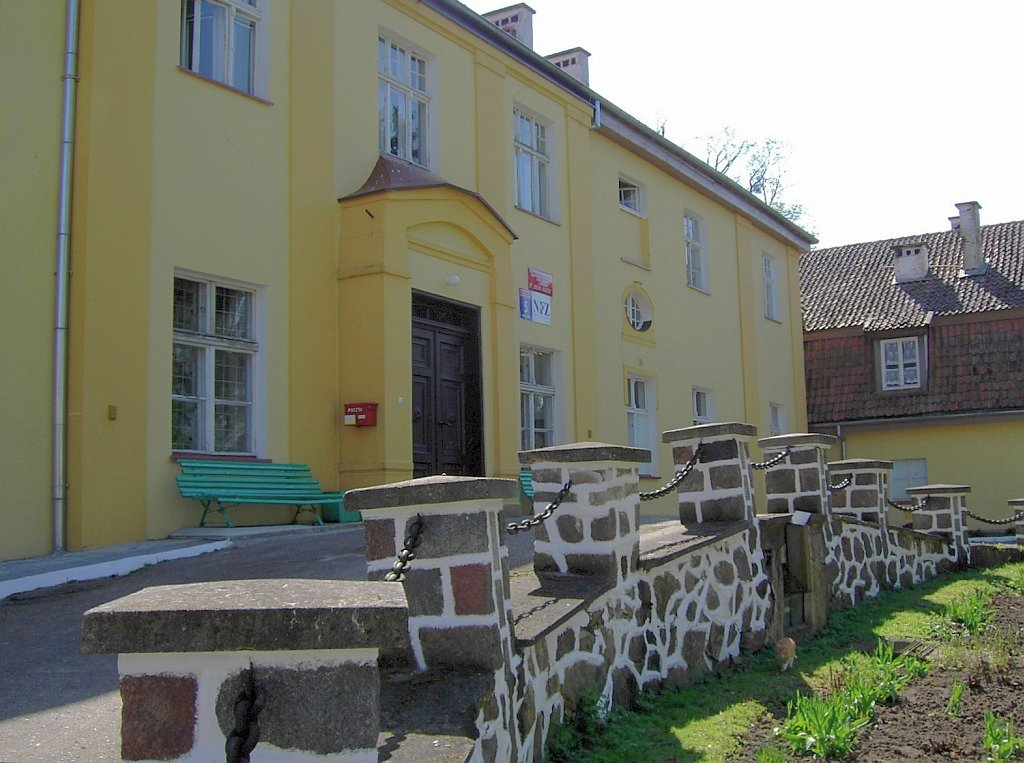

Zasadnicza bryła pałacu pochodzi z XVII w. Pałac został rozbudowany w latach 1800–1820 z nadaniem architektonicznej formy w duchu neobaroku. Przedłużony został korpus budowli od strony południowej i dobudowane zostało prostopadłe skrzydło. Korpus główny założony na rzucie prostokąta. Fasada pałacu posiada elewacje wzdłużne dziewięcioosiowe. Na osi głównej płytki trójosiowy ryzalit zdobiony pilastrami. Przed głównym wejściem owalny podjazd. Od strony parku ryzalit poprzedzony przeszkloną werandą podtrzymującą taras. elewacje zdobione lizenami. Dwupoziomowa budowla pierwotnie przykryta była dachem mansardowym. Po pożarze pod koniec lat pięćdziesiątych XX w. pałac przykryty został dachem czterospadowym.
Po 1945 r. w pałacu mieściła się strażnica WOP. Po remoncie pałacu ulokowano w nim Oddział Szpitala Psychiatrycznego w Węgorzewie. Oddział w Rudziszkach ma 52 łóżka i przeznaczony jest dla chorych wymagających długotrwałego leczenia.

### Park i inne zabytki
W pałacu od strony parku znajdował się salon ogrodowy, z którego przez oszkloną werandę wychodziło się do parku. Aleje parkowe wkomponowane zostały w różnogatunkowy starodrzew.
W parku rósł Dąb Rudziszki, który w XX w. zaliczany był do najstarszych dębów w Polsce. W parku rosną drzewa pomniki przyrody (stan 2007 r.): topola biała (obwód pnia 628 cm, wysokość 40 m), dąb szypułkowy (3 drzewa, obwody 335, 333, 285 cm, wysokość 26 m), lipa drobnolistna (obwód 375 cm, wysokość 30 m). Na terenie parku znajdowała się neoklasycystyczna oranżeria. Budynek wybudowany był na planie ośmioboku razem z pałacem. Z dawnych budowli zachował się spichlerz wybudowany z czerwonej cegły w 1922 r.